# Arrows A23
Der Arrows A23 war der Formel-1-Rennwagen von Arrows für die Formel-1-Weltmeisterschaft 2002. Er war das letzte Fahrzeug des Teams vor dem Konkurs und der folgenden Auflösung des Rennstalls.

## Technik und Entwicklung
Der A23 sollte einen Neuanfang symbolisieren und basierte nur noch bedingt auf dem Vorjahreswagen Arrows A22, dessen Design auf das Jahr 2000 und den Arrows A21 zurückging. Die Entwicklung lief unter der Regie des technischen Direktors Mike Coughlan um Chefdesigner Sergio Rinland und Chefaerodynamiker Nicoló Petrucci. Zudem nahm Jos Verstappen maßgeblichen Einfluss auf die Fahrzeugentwicklung und ließ eigene Vorstellungen einfließen, um als erfahrener erster Fahrer das Potential der vielversprechenden Neuentwicklung voll ausschöpfen zu können. Der Niederländer wurde jedoch letztlich noch vor dem ersten Saisonrennen aus finanziellen Gründen entlassen. Zudem brachte Sergio Rinland sein wegweisendes Twin-Keel-Prinzip für die Fahrzeugnase mit, das er bereits beim Vorjahreswagen des Sauber-Teams, dem Sauber C21, erfolgreich angewendet hatte und deutliche aerodynamische Vorteile durch die schlankere Fahrzeugnase bot.
Für die Saison 2002 gelang es Arrows weiterhin, einen Exklusivvertrag für Zehnzylinder-Kundenmotoren von Ford-Cosworth abzuschließen, die auch bei Jaguar Racing als De-facto-Werksteam zum Einsatz kamen. Sie sollten eine deutliche Leistungssteigerung gegenüber den von Zulieferern aufbereiteten, technisch jedoch veralteten und unzuverlässigen Motoren von Supertec und Asiatech der Vorjahre bieten. Der Cosworth CR-3 leistete etwa 805 PS bei 17.500 Umdrehungen pro Minute. Auch weitere technische Komponenten wie das Siebenganggetriebe wurden von Jaguar bzw. Ford bezogen. Der Vertrag mit dem Treibstofflieferanten Elf Aquitaine wurde zugunsten von Castrol nicht verlängert – die Bereifung dagegen lieferte auch weiterhin Bridgestone.

## Lackierung und Sponsoring
Die Fahrzeuge erschienen wie schon in den Vorjahren in den Farben des Hauptsponsors Orange in Schwarz, Weiß und Orange.
Weitere Sponsoren waren das Medienunternehmen Lost Boys sowie Red Bull, die den Fahrer Enrique Bernoldi förderten.

## Fahrer und Saisonverlauf
Zur Saison 2002 wurden die Verträge der bisherigen Fahrer Jos Verstappen und Enrique Bernoldi zunächst verlängert – Verstappen war maßgeblich an der Entwicklung des A23 beteiligt. Noch vor der Saison trennte sich Arrows jedoch zugunsten des Grand-Prix-Siegers Heinz-Harald Frentzen überraschend von Verstappen, da Frentzen nach dem Konkurs von Prost Grand Prix keinen Vertrag für die Saison 2002 hatte, jedoch deutlich mehr Sponsorengelder mitbrachte. Bernoldi verblieb dank seiner Förderung durch Red Bull im Team. Dementsprechend startete das Team mit Frentzen als erstem Fahrer (Startnummer 20) und Bernoldi als zweitem Fahrer (Startnummer 21) in die letzte Arrows-Saison.
Der A23 erwies sich 2002 als kein sonderlich konkurrenzfähiges Fahrzeug. Insbesondere die in den neuen Cosworth-Werksmotor gesetzten Hoffnungen erfüllten sich nicht; der CR-3 gehörte zu den schwächeren Motoren des Feldes. Es gelang im Qualifying zwar, das vordere Mittelfeld abzustecken, viele Ausfälle infolge technischer Probleme, insbesondere mit dem Cosworth-Motor, limitieren jedoch die Möglichkeit der effektiven Nutzung des vielversprechenden A23-Chassis. Bernoldi kämpfte zwar beim Großen Preis von Malaysia bemerkenswerterweise einige Runden mit Michael Schumacher im Ferrari, fiel jedoch aus. Die einzigen beiden Punkte für das Team holte Heinz-Harald Frentzen in Spanien und Monaco. Beim Großen Preis von Frankreich qualifizierten sich die Arrows absichtlich nicht, weil die Geldmittel für das Rennen fehlten. Letztlich erschienen A23 beim Großen Preis von Deutschland ein Rennen später zum letzten Mal auf einer Rennstrecke. Dieser letzte Einsatz endete mit einem Doppelausfall. Zu den nachfolgenden Rennen in Ungarn und Belgien reiste Arrows zwar noch an, nahm jedoch nicht mehr am Rennbetrieb teil. Zwischenzeitlich hatte Frentzen das Team verlassen und Orange hatte die Zahlungen eingestellt. Nachdem sich das Engagement von German Grand Prix Racing in der Saison 2003 auf Basis des Arrows-Teams zerschlagen hatte, wurde Anfang des Jahres das Konkursverfahren eröffnet, was das offizielle Ende des Rennstalls bedeutete.
Mit zwei erreichten Punkten belegte Arrows den 11. und letzten Rang in der Konstrukteurswertung. Frentzen wurde mit den zwei Punkten als 18. in der Fahrerwertung gewertet, Bernoldi dagegen ohne Punkte auf dem 22. Platz. Zur Saison 2003 wechselte Frentzen, der noch 2002 in den USA ein Gastspiel bei Sauber Motorsport gegeben hatte, für eine letzte volle Saison zu diesem Schweizer Team, während Bernoldi seine Formel-1-Karriere beenden musste.

## Weitere Verwendung der Chassis
Im Sommer 2003 kaufte Minardis Teamchef Paul Stoddart fünf Chassis des Arrows A23 aus der Konkursmasse des Teams. Nach geringfügigen Modifikationen wurden zwei Chassis unter der Bezeichnung Minardi PS04 von Nicolas Kiesa getestet und sollten in der Saison 2004 wieder im Rennbetrieb eingesetzt werden. Minardi entschied sich jedoch stattdessen für den Einsatz der Eigenkonstruktion PS04B, die zu den Arrows-Chassis keinerlei Bezug hatte.
Nachdem Minardi Ende 2005 selbst aufgelöst und vom Red-Bull-Konzern übernommen wurde, standen mehrere A23 als nicht benötigtes Inventar des neu formierten Toro-Rosso-Teams zum Verkauf. Da sich der Kauf der Vorjahreswagen von British American Racing nicht verwirklichen ließ, erwarb das ebenfalls in der Saison 2006 neu einsteigende Super-Aguri-Team in Ermangelung eines Fahrzeuges ebendiese Chassis von Toro Rosso und brachte sie mit Honda-Motoren praktisch unverändert als Super Aguri SA05 an den Start.

## Ergebnisse
| Fahrer                          | Nr.                             | 1   | 2   | 3   | 4   | 5   | 6   | 7  | 8   | 9  | 10  | 11  | 12  | 13 | 14 | 15 | 16 | 17 | Punkte | Rang |
| ------------------------------- | ------------------------------- | --- | --- | --- | --- | --- | --- | -- | --- | -- | --- | --- | --- | -- | -- | -- | -- | -- | ------ | ---- |
| Formel-1-Weltmeisterschaft 2002 | Formel-1-Weltmeisterschaft 2002 |     |     |     |     |     |     |    |     |    |     |     |     |    |    |    |    |    | 2      | 11.  |
| H.-H. Frentzen                  | 20                              | DSQ | 13  | DNF | DNF | 6   | 11  | 6  | 13  | 13 | DNF | DNQ | DNF |    |    |    |    |    | 2      | 11.  |
| E. Bernoldi                     | 21                              | DSQ | DNF | DNF | DNF | DNF | DNF | 12 | DNF | 10 | DNF | DNQ | DNF |    |    |    |    |    | 2      | 11.  |

| Legende  | Legende            | Legende                                                          |
| Farbe    | Abkürzung          | Bedeutung                                                        |
| -------- | ------------------ | ---------------------------------------------------------------- |
| Gold     | –                  | Sieg                                                             |
| Silber   | –                  | 2. Platz                                                         |
| Bronze   | –                  | 3. Platz                                                         |
| Grün     | –                  | Platzierung in den Punkten                                       |
| Blau     | –                  | Klassifiziert außerhalb der Punkteränge                          |
| Violett  | DNF                | Rennen nicht beendet (did not finish)                            |
| Violett  | NC                 | nicht klassifiziert (not classified)                             |
| Rot      | DNQ                | nicht qualifiziert (did not qualify)                             |
| Rot      | DNPQ               | in Vorqualifikation gescheitert (did not pre-qualify)            |
| Schwarz  | DSQ                | disqualifiziert (disqualified)                                   |
| Weiß     | DNS                | nicht am Start (did not start)                                   |
| Weiß     | WD                 | zurückgezogen (withdrawn)                                        |
| Hellblau | PO                 | nur am Training teilgenommen (practiced only)                    |
| Hellblau | TD                 | Freitags-Testfahrer (test driver)                                |
| ohne     | DNP                | nicht am Training teilgenommen (did not practice)                |
| ohne     | INJ                | verletzt oder krank (injured)                                    |
| ohne     | EX                 | ausgeschlossen (excluded)                                        |
| ohne     | DNA                | nicht erschienen (did not arrive)                                |
| ohne     | C                  | Rennen abgesagt (cancelled)                                      |
| ohne     | keine WM-Teilnahme |                                                                  |
| sonstige | P/fett             | Pole-Position                                                    |
| sonstige | 1/2/3/4/5/6/7/8    | Punktplatzierung im Sprint-/Qualifikationsrennen                 |
| sonstige | SR/kursiv          | Schnellste Rennrunde                                             |
| sonstige | *                  | nicht im Ziel, aufgrund der zurückgelegten Distanz aber gewertet |
| sonstige | ()                 | Streichresultate                                                 |
| sonstige | unterstrichen      | Führender in der Gesamtwertung                                   |